# Joseph Roëttiers
Joseph Roëttiers (Anversa, 1635 – Parigi, 1703) è stato un medaglista francese, che fu graveur général des monnaies dal 1682  al 1703.

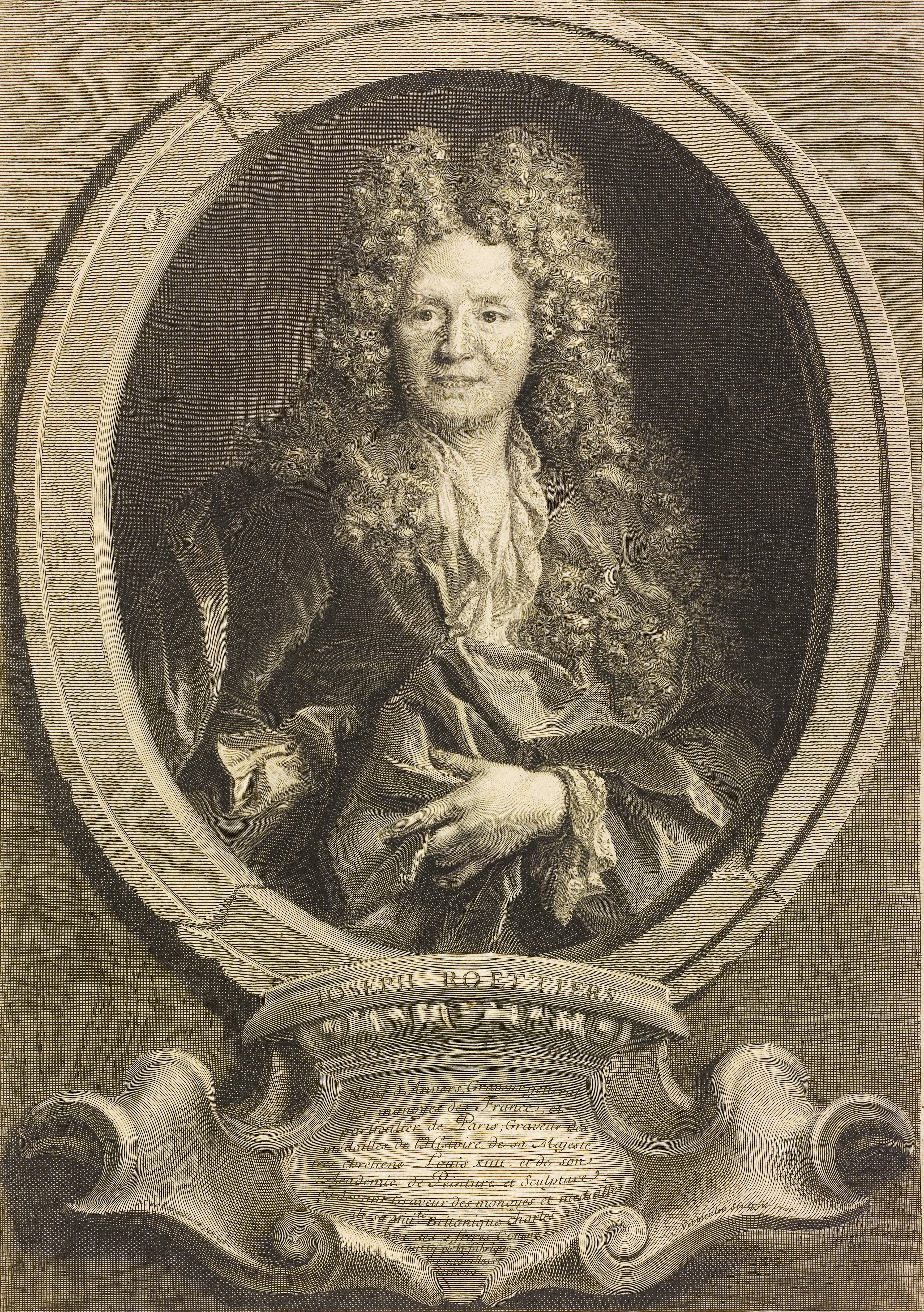

Faceva parte di una grande e illustre famiglia di incisori di medaglie fiamminghi. Era figlio di Philip Roëttiers, fratello di Jean Roëttiers (1631-1703) e di Philippe Roëttiers (1640-1718), e padre di Joseph Charles Roëttiers (1693-1779), che furono tutti incisori di medaglie.
Roëttiers iniziò la sua carriera come assistente incisore nella zecca di Londra agli inizi degli anni 1670.
In seguito andò in Francia dove ottenne la carica graveur général nel 1682. Divenne "graveur particulier" della Monnaie de Paris dal 1694 al 1703. 
È stato l'ideatore di diversi tipi monetari di Louis d'or e di écu d'argent:
- Louis d'or à la perruque (1683-1689), Écu au jabot (1683-1685) e Écu blanc à la perruque (1684-1689)
- Louis d'or à l'écu (1690-1693) e Écu aux 8 L (1690-1693)
- Louis d'or aux 4 L (1693-1700) e Écu aux palmes (1693-1701)
- Louis d'or aux 8 L e aux insignes (1700-1704) e Écu aux insignes (1701-1704)

Joseph Roëttiers, che fu nominato "Premier graveur de l'Histoire en Médailles", fu uno dei primi artisti a contribuire alla creazione delle serie di medaglie di Luigi XIV, verso il 1680. In questo lavoro collaborò con Jean Mauger, Henri Roussel, Michel Molart e altri.
Nel campo delle medaglie sono note queste opere:
- La capture du Luxembourg, 1684, con Michel Molart
- La paix avec Alger, 1684, con Michel Molart